# Art College 1994
Art College 1994 è un film d'animazione cinese del 2023 diretto da Liu Jian.

## Trama
Nel campus della Chinese Southern Academy of Arts negli anni 1990, un gruppo di studenti divisi tra tradizione e modernità,  intrecciano l'amore e l'amicizia con i loro ideali e le loro ambizioni artistiche.

## Distribuzione
Il film è stato candidato all'Orso d'oro al 73º Festival internazionale del cinema di Berlino, nel quale ha avuto la sua prima mondiale il 24 febbraio 2023. Nel luglio 2023 il film ha partecipato al 22° New York Asian Film Festival, dove è stato proiettato il 16 luglio 2023. È stato candidato al 36° Tokyo International Film Festival.